# Cratere Dante
Dante è un cratere lunare di 53,83 km situato nella parte settentrionale della faccia nascosta della Luna, esattamente a cavallo del meridiano centrale, ovvero di quello opposto al meridiano fondamentale.
Questo cratere è parzialmente coperto dalla raggiera del cratere Larmor Q, posto a nordovest. Il bordo di Dante è circolare, ma parzialmente eroso. Il recente cratere Dante G è contiguo al margine esterno in direzione est-sud-est. L'interno è assai accidentato e marcato da numerosi impatti minori.
Il cratere è dedicato al poeta, scrittore e politico italiano Dante Alighieri.

## Crateri correlati
Alcuni crateri minori situati in prossimità di Dante sono convenzionalmente identificati, sulle mappe lunari, attraverso una lettera associata al nome.
| Dante | Coordinate             | Diametro (in km) |
| ----- | ---------------------- | ---------------- |
| C     | 28°00′36″N 177°06′00″W | 54,01            |
| E     | 26°34′12″N 177°04′12″W | 41,29            |
| G     | 24°46′12″N 178°35′24″W | 24,18            |
| P     | 23°37′48″N 179°17′24″E | 24,63            |
| S     | 25°06′00″N 177°39′36″E | 18,13            |
| T     | 25°57′00″N 176°40′48″E | 18,88            |
| Y     | 26°58′12″N 179°25′48″E | 26,87            |